# 权国
权國，是中國上古時代的一個小諸侯國，由商朝國王武丁的後裔建立，國君為子姓。國境在今湖北省內，鄰近楚国。
前676年，楚武王攻佔權國，命宗室鬥緡為尹，後來鬥緡叛楚，被楚軍圍而殺之。楚把權人遷到那處，命閻敖為尹。